# Burg Neu-Waldeck
Die Burg Neu-Waldeck, Schloss Tegernau genannt, ist eine abgegangene Höhenburg auf 455 m ü. NHN nahe Tegernau in der Gemeinde Kleines Wiesental im Landkreis Lörrach in Baden-Württemberg.
Besitzer der im 12. Jahrhundert erwähnten kleinen Burg waren die Herren von Waldeck. 1149 bestätigt der römisch-deutsche König Konrad III. dem Basler Bischof Ortlieb von Frohburg den Besitz der Burgen Alt- und Neu-Waldeck, die durch Schenkung an ihn gekommen waren. Sanblasische Quellen aus dem 16. Jahrhundert legen nahe, dass zumindest eine der beiden genannten Burgen Alt- und Neu-Waldeck bei Tegernau im Kleinen Wiesental gesucht werden muss. Dort finden sich jedoch südlich des südlichen Ortsausganges Hinweise auf zwei Burgstellen, das nahe am Ortsausgang gelegene, heute so bezeichnete „Schloss Tegernau“ und die „Krandelburg“ weiter südlich. Werner Meyer schlug vor, die näher am Ort gelegene Burg als Alt-Waldeck anzusehen, die etwas weiter abseits gelegene als Neu-Waldeck. Dies wird auch durch Keramikfunde bei der näher am Ort gelegenen Burg gestützt, die auf eine frühere Gründung hinweise. Eine Lehensbeschreibung aus dem 15. Jahrhundert, in der Alt-Waldeck als Ortsangabe verwendet wird, legt jedoch nahe, dass das näher am Ort Tegernau gelegene „Schloss Tegernau“ Neu-Waldeck war, während die weiter südlich gelegene „Krandelburg“ früher Alt-Waldeck hieß.
Das auf dieser Basis als Burg Neu-Waldeck angesehene „Schloss Tegernau“ liegt auf einem langgestreckten Felssporn südwestlich von Tegernau. Keramikfunde lassen sich auf das 10. bis 13. Jahrhundert datieren, daneben finden sich noch 3 Halsgräben sowie Reste einer mittelalterlichen Umfassungsmauer.